# Гренада
Грена́да (англ. Grenada [ɡrɪˈneɪdə]) — островное государство на юго-востоке Карибского моря, занимает остров Гренада и южную часть островов Гренадины в группе Малых Антильских островов, в 120 км к северу от Тринидада.

## История
Гренадские острова были открыты Колумбом в 1498 году во время его третьего плавания к Америке. Остров был населён индейцами-карибами. Первые европейские поселения на острове были созданы испанцами, затем французами и англичанами. В апреле 1609 года английская экспедиция под руководством Робинсона и Годфри предприняла попытку основать колонию-поселение, однако выстроенное ими укрепленное поселение было атаковано и разрушено аборигенами, большинство колонистов было убито.
Франция купила остров в 1650 году. Губернатор Мартиники основал на острове крупное поселение европейцев, которое позднее стало Сент-Джорджесом. Местное население окончательно истреблено европейцами в 1655 году. Французы стали культивировать на Гренаде табак и индиго, а затем — хлопчатник и мускатный орех. Для работы на плантациях завозились рабы из Африки.
В 1763 году остров захватили британцы, но французы вернули его в 1779 году. Окончательно остров отошёл к Англии в 1783 году по Версальскому договору. В период с 1885 по 1956 год Гренада входила в состав британской колонии Британские Подветренные острова, а в период с января 1958 года по май 1962 года — в состав Вест-Индской федерации. В 1967 году Гренаде было дано внутреннее самоуправление. Независимость в составе Британского содружества была получена в 1974 году. В апреле 1974 года Гренада стала членом Карибского сообщества, в сентябре 1974 года была принята в члены ООН.
В 1970-х годах в политической жизни господствовала Объединённая лейбористская партия Гренады во главе с Эриком Гейри. Режим гейризма характеризовался всё более авторитарными методами правления. В 1979 году произошёл почти бескровный путч, в результате которого к власти пришла партия НДМ с коммунистической идеологией, установив народно-революционное правительство под руководством Мориса Бишопа. Гренада быстро установила тесные контакты с СССР и Кубой. Кубинцы начали строительство международного аэропорта, что вызвало обеспокоенность США, опасавшихся, что аэропорт будет использован Кубой в военных целях. Гренадская Народно-революционная армия стала крупнейшей вооружённой силой восточно-карибского региона. Новые вооружённые силы включали также партийную милицию, полицию и береговую охрану.
В октябре 1983 года в руководстве Гренады произошёл раскол, а затем переворот, в результате которого Бишоп был убит фракционерами во главе с Бернардом Кордом. К власти пришёл Революционный военный совет. За этим последовало американское вторжение (операция «Urgent Fury»). Остров был оккупирован, а кубинские строители, оказавшие вооружённое сопротивление, были разоружены и депортированы на Кубу, 27 кубинских граждан погибли. Правительственный Временный консультативный совет возглавил Николас Брэтуэйт.
В 1984 году проведены выборы, на которых победил правоцентрист Герберт Блейз. В политической жизни с тех пор доминируют правоцентристские партии консерваторов (NNP — премьеры Герберт Блейз, Бен Джонс, Кит Митчелл) и либералов (NDC — премьеры Николас Брэтуэйт, Тиллман Томас, Джордж Бризан). После событий 1983 года на Гренаде так и не сложилось полноценной левой оппозиции. Сторонники идей Мориса Бишопа, объединившиеся в партию MBPM, собирали минимальное количество голосов. Традицию Эрика Гейри продолжают две лейбористские партии, в одну из которых в 2002 году влилась MBPM.

## Политика

### Государственное устройство
Конституционная монархия (королевство), входящая в состав Содружества. Глава государства и исполнительной власти — король Карл III. Представлен генерал-губернатором, назначающим от имени короля правительство (по рекомендации лидера партии, победившей на выборах).
Законодательная власть принадлежит двухпалатному парламенту, состоящему из британского монарха, Сената (13 членов, 10 назначаются генерал-губернатором, 3 — оппозицией) и Палаты представителей (15 депутатов, избираются населением на 5-летний срок).
Судебная власть принадлежит Королевским судам.
Политические партии:
- Новая национальная партия (NNP) — правоконсервативная; на выборах 2013 года получила все 15 мест в палате представителей и сформировала правительство во главе с Китом Митчеллом.
- Национально-демократический конгресс (NDC) — либерально-центристская, лидер Назим Бёрк.
- Объединённая лейбористская партия Гренады (GULP) — левопопулистская.
- Народное лейбористское движение — популистская, выступает в альянсе с GULP, лидер Фрэнсис Алексис.

## Административное деление
Гренада состоит из 6 округов и двух зависимых территорий:
Округа:
1. Сент-Эндрю
2. Сент-Дэвид
3. Сент-Джордж
4. Сент-Джон
5. Сент-Марк
6. Сент-Патрик

 Зависимые территории  (см. Карриаку и Малый Мартиник):
1. Карриаку
2. Малый Мартиник

## География
Гренада — остров вулканического происхождения. Прибрежная часть — низменность. Внутреннюю часть острова занимают горы и возвышенности. Максимальная высота вулканических вершин достигает 840 м (гора Сент-Катерин). Рек на острове мало, но много ручьёв и источников.
Климат тропический, пассатный с дождливым периодом с мая по октябрь. Осадков — свыше 1500 мм в год. С июля по октябрь — период ураганов. Средние месячные температуры около +26 °C.
На острове — плодородные вулканические почвы. Частично сохранились влажнотропические вечнозелёные леса с ценными породами деревьев. Морские воды вокруг острова богаты рыбой, ракообразными и моллюсками.
В состав Гренады входит также южная часть островной цепи Гренадины, с крупнейшим островом Кариока.

## Население
Динамика численности населения — 88,2 тыс. (1937); 103 тыс. (1968 год); 100 тыс. (1977 год); 114,6 тыс. (оценка на 2024 год).

Годовой прирост населения — 0,56 % (высокий уровень эмиграции из страны)
.
Фертильность — 2,2 рождения на женщину.
Младенческая смертность — 11,8 на 1000 новорождённых.
Средняя продолжительность жизни — 73 года (70 — у мужчин, 76 — у женщин).
Возрастная группа до 15 лет — 26 %; от 15 до 65 лет — 65 %; старше 65 лет — 9 %.
Средний возраст — 28,2 лет.
Этно-расовый состав: представители негроидной расы 82 %, мулаты 13 %, белые и индийцы 5 %, а также малочисленные остатки индейского населения. Многие жители Гренады эмигрировали в Великобританию, США и другие государства Вест-Индии.
Религии: католицизм (45 %), протестантизм (44 %) (включая англиканство 12 %, пятидесятничество 11 %, адвентизм 11 %). Свидетелей Иеговы на 2011 год — 1,1 %.
Официальный язык — английский. Распространён также патуа — вест-индский диалект французского языка.
Грамотность — 96 % (оценка 2003).

## Экономика
Основу экономики Гренады составляет сфера услуг, в том числе доходы от туризма. После того, как в 1996 году правительство Гренады приняло несколько нормативно-правовых документов, регулирующих оффшорную банковскую деятельность (The Offshore Banking Act, The Companies Act и др.), в 1997 году началось предоставление оффшорных финансовых услуг. По состоянию на конец 2001 года, этот сектор экономики обеспечивал 1,2 % валового внутреннего продукта страны (налоговые поступления в бюджет составили 7,4 млн долларов).
В сельском хозяйстве культивируются бананы, какао, мускатный орех, цитрусовые, авокадо, корнеплоды, сахарный тростник, кукуруза, овощи.
Промышленность — пищевая и текстильная.
Экспорт (в 2006 году) — 38 млн долл. Основные экспортные товары — бананы, какао, мускатный орех.
Основные покупатели — Сент-Люсия 16,4 %, США 11,3 %, Великобритания 11,3 % (в 2008).
Импорт (в 2006 году) — 343 млн долл. Импортируется продовольствие, промышленные товары, топливо и проч.
Основные поставщики — Тринидад и Тобаго 43,1 %, США 24,5 %, Барбадос 3,6 % (в 2008).
Входит в международную организацию стран АКТ.

## Вооружённые силы
В первые годы после получения независимости Гренада не имела собственных вооружённых сил, поскольку ответственность за оборону острова взяла на себя Великобритания.
Вооружённые силы Гренады — Народно-революционная армия — были впервые созданы после революции 1979 года, однако после вторжения США на Гренаду в 1983 году вооружённые силы были расформированы.
В середине апреля 1985 года под руководством США для правительства Блэйза была завершена подготовка первого полицейского подразделения, подготовка остальных подразделений полиции должна была завершиться к 30 сентября 1985 года. В 1985 году Гренада участвовала в военных манёврах США на Сент-Люсии.
По состоянию на 2015 год, военизированные вооружённые формирования правительства Гренады состояли из Королевских полицейских сил (900 человек) и подразделения береговой охраны (60 человек, 4 патрульных катера).

## Культура и образование

### Образование
В 1853 году на острове открылась первая публичная библиотека.
В 1976 году были открыты Национальный музей и университет.
По состоянию на 1976—1977 учебный год, на острове действовали 63 начальные школы (в том числе, 16 государственных) и 12 средних школ, а также педагогический колледж и технический университет.
Образование в Гренаде является бесплатным и обязательным в возрасте от 6 до 14 лет. В 1998 году 97,5 % детей получали начальное образование. Несмотря на высокий процент учащихся, из-за бедности, плохих школьных помещений, а также ввиду необходимости привлечения школьников к сбору урожая на семейных фермах отмечается высокий процент прогулов среди детей младшего школьного возраста. В рамках борьбы с бедностью власти Гренады с 1990 года субсидируют питание в дошкольных учреждениях и начальных школах, а также приобретение учебников.

### Средства массовой информации
- в 1915 году началось издание первой газеты («The West Indian», тираж 1,5 тыс. экз.);
- в 1947 году в Сент-Джорджесе было создано информагентство;
- в 1955 году начала вещание радиостанция (в настоящее время — радиослужба «Grenada Broadcasting Network») и началось издание газеты «Торчлайт» («Torchlight», тираж 2,5 тыс. экз.);
- позднее было начато издание сельскохозяйственного журнала «Фермер» («The Farmer»).
- с 1985 года издается газета «The Informer» (тираж 1,5 тыс. экз.).
- в 1986 году была открыта телевизионная станция[23].